# Río Sukó
El río Sukó (del ruso: Сукко́) es un río situado en el Cáucaso Occidental del krai de Krasnodar, en Rusia. Discurre por los territorios de la ciudad de Novorosíisk y la ciudad-balneario de Anapa. Desemboca en el mar Negro en Sukó.

## Curso
Nace en las vertientes septentrionales del extremo occidental del Cáucaso. Tiene 15.4 km de longitud y discurre predominantemente en dirección noroeste en su curso alto, curvándose hacia el suroeste suavemente en su curso medio y bajo. Es alimentado por 12 arroyos constantes, uno de ellos, que afluye por la derecha proviene del lago Sukkó. La profunda media anual del agua del río en la desembocadura no supera los 15 cm.

## Flora
El valle del río se halla enmarcado en la península de Abráu. Se distingue por la variedad de su flora, por lo que es una área natural protegida.

## Flora y fauna
El oleaje del mar Negro tiene una gran influencia sobre la desembocadura del río, aumentando la salinidad de sus aguas, lo que da pie a la aparición de varios tipos de molusco. En el valle se conservan bosques de enebros que alcanzan hasta 12 y 15 m de altura. En la zona del delta del río hay un bosque único de ciprés de los pantanos, que está en la Lista Roja de la UICN. Las orillas del río están sometidas a una gran carga antropogénica debido a su condición de lugar de alojamiento turístico.